# Chiel Burgers
Chiel Burgers (Wijchen, 22 september 1975) is een voormalig Nederlands profvoetballer voor N.E.C.
Hij was afkomstig van de eigen N.E.C.-jeugdopleiding. Tijdens de uitwedstrijd tegen FC Emmen op 16 april 1994 speelde hij zijn enige wedstrijd in het eerste elftal van de club.
Burgers is woonachtig in Wijchen. Op het gebied van sport is hij nog altijd actief als recreatief hardloper, zoals tijdens de Zevenheuvelenloop.